# Khas Uruzgan (distrikt)
Khas Uruzgan är ett distrikt i Afghanistan. Det ligger i provinsen Uruzgan, i den centrala delen av landet, 290 kilometer sydväst om huvudstaden Kabul. Administrativ huvudort är Khas Uruzgan.
Distriktet beräknades år 2022 ha cirka 66 000 invånare.